# Glele
Glele, död 1889, var Ahosu, monark, i Kungariket Dahomey mellan 1858 och 1889.